# Southland
Southland (maor. Murihiku) – region administracyjny na nowozelandzkiej Wyspie Południowej. W 2013 roku populacja wynosiła 93 342 mieszkańców, a powierzchnia 32 079 km². Jedynym większym miastem regionu jest Invercargill.
Region dzieli się na 3 dystrykty:
- Southland
- Gore
- Invercargill